# La Cognée
La Cognée était le premier organe officiel du Front de libération du Québec dans les années 1960. Il avait principalement pour but d'assurer la communication entre les sympathisants et acteurs du mouvement, et non pas nécessairement d'exposer les théories de celui-ci. Le journal était clandestin et les auteurs écrivaient sous pseudonyme.
Le journal, s'affiche donc comme un outil, une arme de combat. Il parait généralement deux fois par mois et est en général de huit pages reproduit à la ronéotypeuse. D'abord diffusé à une centaine d'exemplaires, certaines éditions le seront à environ 3000 copies. Des éditions régionales seront brièvement publiées à Québec, en Mauricie et au Saguenay-Lac-Saint-Jean.

## Nom
Son nom est inspiré d'une citation du best-seller Les Insolences du Frère Untel: « C'est à la hache que je travaille [...] le temps n'est pas aux nuances, au pays de Québec ».

## Origine
Le réseau du journal fut fondé par des membres du Comité de libération nationale qui voulaient bâtir une organisation « politico-militaire » bien structurée,.

## Histoire
Le premier numéro de La Cognée paraît en octobre 1963. Durant les deux premières années 
La Cognée est imprimée sur une polycopieuse Gestetner volée par l'Armée de libération du Québec durant une opération de ravitaillement à la caserne du régiment des Fusiliers Mont-Royal. L'imprimerie clandestine est installée dans un local loué près du marché Jean-Talon.
En 1965, La Cognée est imprimé sur du papier dérobé, par un sympathisant, au gouvernement fédéral. Des exemplaires sont postés, dans des enveloppes préaffranchies réservées au courrier gouvernemental, à des médias, hommes politiques et d'autres personnes. Environ un millier de policiers de Montréal reçoivent à leur adresse personnel un exemplaire du journal accompagné d'une lettre intitulée « Le F.L.Q. s'adresse aux policiers de Montréal ». Notamment tous ceux qui s'occupent de la lutte antiterroriste.
Le 22 août 1965, une cellule reliée au réseau de La Cognée est démantelée. Gaston Collin, Lionel Chenette et Normand Allard écopent de deux à quatre ans de prison pour possession de dynamite et pour des attentats à la bombe commis durant les dernières semaines. Ils étaient approvisionnés en dynamite par une cellule du Saguenay-Lac-Saint-Jean.
En 1966, indépendamment du réseau qui publie l'édition nationale, le réseau Propagande du Groupe Vallières-Gagnon va diffuser des éditions étudiante (publiées par un comité de professeurs et d'étudiants) et syndicale de La Cognée.
Lors des élections de 1966, l'édition syndicale appelle à boycotter les élections tandis que l'édition nationale recommande l'appui au R.I.N. « Parce que nous avons toujours préconisé l'unité dans le combat, nous nous estimerions mal venus de vous attaquer. Le 5 juin, les militants du
F.L.Q. voteront R.I.N.; nous serons solidaires de votre défaite. » Paul Lemoyne (pseudonyme).
En juillet et août 1966 le réseau Vallières-Gagnon publie deux numéros d'une « édition populaire » de La Cognée. Le réseau national lui ne publiera rien pendant trois mois à la suite du départ du directeur-fondateur et de plusieurs militants.
En septembre 1966, le réseau de La Cognée reprend la publication régulière sous la direction de l'un des fondateurs Jacques Désormeaux.

## Auteurs
- André Major
- Paul Chamberland
- Jacques Renaud
- Jean-Marc Piotte
- Robert Maheu
- André Garand [N 1]
- Philippe Bernard